# Alexander Arsumanjan

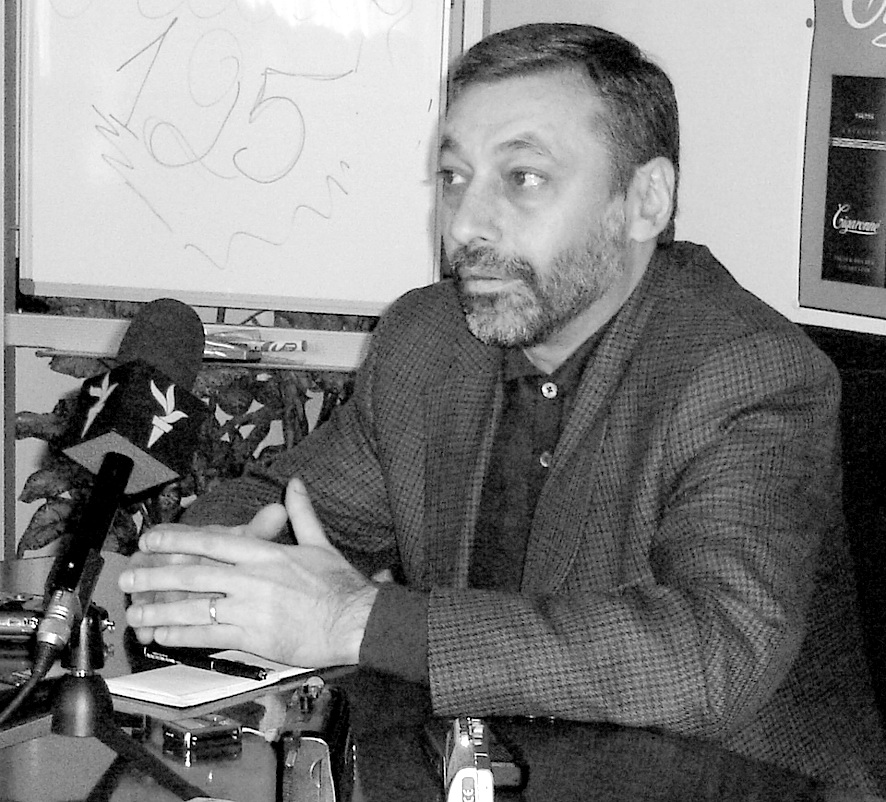
Alexander Arsumanjan (2014)

Alexander Arsumanjan (armenisch Ալեքսանդր Արզումանյան, englisch Alexander Arzoumanian, * 24. Dezember 1959 in Jerewan, Armenische SSR, Sowjetunion) ist ein armenischer Politiker. Er war von 1996 bis 1998 Außenminister der Republik Armenien, diente davor zwischen 1992 und 1996 als Armeniens Ständiger Vertreter bei den Vereinten Nationen und zwischen 1992 und 1993 als armenischer Botschafter in den USA. Zudem war er zwischen 2012 und 2017 Abgeordneter der armenischen Nationalversammlung für die liberale Kleinpartei Freie Demokraten in der Fraktion der Partei Erbe. Seit Februar 2019 dient er als armenischer Botschafter für Schweden, Norwegen und Dänemark.

## Werdegang
Arsumanjan studierte an der Fakultät für Mechanik und Mathematik der Staatlichen Universität Jerewan, wo er 1986 seinen Abschluss machte. Ab 1990 war er Ingenieur-Programmierer am Wissenschaftlichen Forschungsinstitut Jerewan für Automatisierte Steuerungssysteme (YerACSSRI) zur Verwaltung der Stadt.
Zwischen 1988 und 1990 war er Direktor des Informationszentrums der Armenischen Nationalbewegung und zwischen 1990 und 1991 Assistent des Vorsitzenden des Obersten Rates der Republik Armenien, welche im Jahr 1991 von der Sowjetunion unabhängig wurde. Seine diplomatische Laufbahn begann im Jahr 1991 mit seiner Gründung armenischer diplomatischer Missionen in Washington, D.C. und New York City, Vereinigte Staaten. Daraufhin war er von 1992 bis 1993 Außerordentlicher und Bevollmächtigter Botschafter der Republik Armenien in den USA.
Von 1992 bis 1996 diente Arsumanjan als Armeniens Ständiger Vertreter bei den Vereinten Nationen, bevor er 1996 zum Außenminister Armeniens ernannt wurde. Nachdem er im Jahr 1998 von Wartan Oskanjan als Außenminister abgelöst wurde, begann er eine Phase politischer und öffentlicher Aktivitäten. Ebenfalls war er von 1998 bis 2000 Chefberater des Präsidenten der Armagrobank.
Zwischen den Jahren 2000 und 2002 war er Präsident des Exekutivrates der Armenischen Nationalbewegung und zwischen 2001 und 2004 Mitglied der unabhängigen Türkisch-Armenischen Versöhnungskommission (TARC), welche aus bekannten Persönlichkeiten beider Länder zusammengesetzt war.
Bis zu den Präsidentschaftswahlen 2008 arbeitete Arsumanjan in Nichtregierungsorganisationen, die sich mit Menschenrechten, Demokratie und regionaler Zusammenarbeit befassten und wurde im selben Jahr zum Leiter des zentralen Wahlkampfzentrums des Präsidentschaftskandidaten Lewon Ter-Petrosjan.
Am 6. Mai 2012 wurde er für die liberale Kleinpartei der Freien Demokraten im Wahlbündnis von Raffi Hovannisians nationalliberaler Partei Erbe in die Nationalversammlung gewählt. Er saß dort u. a. im Ständigen Ausschuss für den Schutz der Menschenrechte und für öffentliche Angelegenheiten, sowie im Ständigen Ausschuss für auswärtige Beziehungen. Das Parlamentsmandat endete 2017.
Im Februar 2019 wurde Arsumanjan zum armenischen Botschafter für Schweden ernannt. Mit Residenz in der schwedischen Hauptstadt Stockholm fungiert er auch als Botschafter für Norwegen und Dänemark.

## Privates
Nach eigenen Angaben spricht Arsumanjan die Fremdsprachen Englisch, Russisch und Französisch. Er ist verheiratet und hat einen Sohn.